# ウーゴ・ボッタキアリ
ウーゴ・ボッタキアリ（Ugo Bottacchiari, 1879年3月10日 マチェラータ県カステルライモンド - 1944年3月17日 コモ）は、イタリアの指揮者で作曲家。イタリアにおける発音は「ボッタッキアーリ」あるいは「ボッタッキャーリ」が近いが、日本では前述の表記で定着してしまっているため、近年修正の動きが広まっている。
ジュゼッペ・フェリツィアーノとゼナイデ・フランチェスカ・チェルクエーティとの間に生まれる。ペーザロのロッシーニ音楽院でピエトロ・マスカーニに師事する。在学中の1898年、コジモ・ジョルジェーリ・コントリの小品に基づく抒情歌劇『影』でデビュー。

## 主な作品

### 歌劇・喜歌劇
- 歌劇「影」（1899年11月12日、マチェラータのラウロ・ロッシ劇場にて初演）
- 喜歌劇「淑女たちの楽園」（1920年12月21日、フィリーネ・ヴァルダルノのガリバルディ劇場にて初演）
- 歌劇「セヴェロ・トレッリ」（1924年2月24日、コモのソチャーレ劇場にて初演）
- 喜歌劇「愛の悪戯」（1933年6月6日、コモのソチャーレ劇場にて初演）
- 歌劇「ウラガーノ」（1935年12月31日、コモのソチャーレ劇場にて初演。イタリアアカデミー主催オペラコンクールで第1位を受賞）

### 管弦楽曲
- 間奏曲「彷徨える霊」

### マンドリンオーケストラ
- 交響曲「ジェノヴァに捧ぐ」
- ロマン的幻想曲「誓い」
- 交響的前奏曲
- 瞑想曲「夢の魅惑」
- エンマーイゾッタ
- ロマン的セレナータ「夢うつつ」
- 前奏曲「デラ・カルソン」

### マンドリン独奏曲
- 愛と芸術